# 建康城
建康城，本名建鄴，位于今南京市區中南部，是孙吴和前后相继的东晋、宋、齊、梁、陳共六个朝代的都城。
建興元年（公元313年），因避晉愍帝司馬鄴之諱而更名建康。大興元年（公元318年），晉元帝於建康登基。548年，侯景之乱时，侯景入台城，南梁的前朝宫阙，大都成为灰烬。南陈时，加以修葺。隋开皇九年（589年），隋灭陈后，下诏将建康城“平荡耕垦”。
2000年后，在南京市区地下陆续发现多处建康城垣遗址，包括南京图书馆地下。2012年3月20日，六朝建康都城遗址被公布为第四批南京市文物保护单位。

## 图片

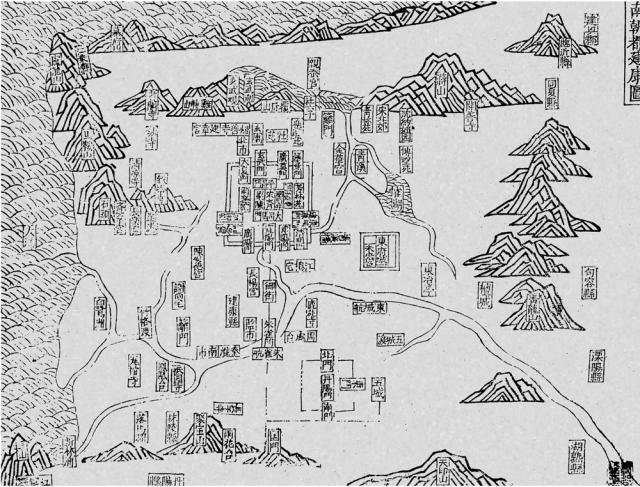
《南朝都建康图》建康城地图
南京图书馆新馆地下層臺城遺址展示的梁朝建康城模型